# Sasha Heart
Pour les articles homonymes, voir Quist, Sasha et Heart.
Sasha Heart, née Jillian Quist le 15 juin 1988 à Fort Thomas dans le Kentucky, est une actrice pornographique américaine.

## Filmographie partielle
Le nom du film est suivi du nom de ses partenaires lors des scènes pornographiques.
- 2006 : Best Of Juicy Spreads 2, en solo
- 2007 : Fuck for Dollars 6 avec Dane Cross
- 2008 : I Film Myself 6, en solo
- 2008 : Women Seeking Women 46 avec Heather Silk
- 2009 : Devious Distractions, en solo
- 2009 : Women Seeking Women 58 avec Karlie Montana
- 2010 : Our Little Secret 5 avec Ginger Babi
- 2010 : Women's Club 2 avec Carmen Valentina
- 2011 : Girls Only avec Ashley Jane
- 2011 : Slumber Party 5 avec Giselle Leon, Jessie Andrews et Vicki Chase
- 2012 : Lesbian Stepsisters 2 avec Callie Cobra et Tosh Locks
- 2012 : My First Lesbian Experience 2 avec Karina Kay
- 2013 : Horny Lesbian Sisters 2 avec Nikki Hearts
- 2013 : Lesbian House Hunters 8 avec Aiden Starr
- 2013 : Mommy and Me 8 avec Rebecca Bardoux (scène 3) ; Carmen Callaway et Magdalene St. Michaels (sc4)
- 2014 : Belladonna's Fucking Girls 8 avec Gracie Glam
- 2014 : Dirty Santa avec Sara Luvv
- 2014 : Seduce Me 2 avec Yurizan Beltran
- 2015 : Anikka and Carter avec Anikka Albrite, Carter Cruise et Kalina Ryu
- 2015 : Bush Mates avec Karlie Montana (scène 1) ; Georgia Jones (sc4)
- 2015 : Girl Train 3 avec Dana DeArmond et Melissa May
- 2015 : Girls Night avec Dana DeArmond
- 2015 : Seduction Diaries of a Femme avec Ariel X et Sara Luvv
- 2015 : Sloppy Lesbian Kisses avec Vanessa Veracruz (scène 3) ; Sara Luvv et Serena Blair (sc4)
- 2016 : Belladonna: Fetish Fanatic 20 avec A.J. Applegate (scène 1) ; Jenna Sativa (sc2) ; Lea Lexis (sc3)
- 2016 : Lesbian Love Tales avec Kenna James
- 2016 : Lesbian Performers of the Year 2016 avec Tanya Tate
- 2016 : Lesbian Strap-on Bosses avec Karlie Montana
- 2016 : Sasha Heart's Foot Fetish avec Sara Luvv et Serena Blair (scène 1) ; Darcie Dolce (sc3)
- 2016 : Seduction of Abella Danger avec Abella Danger, Kagney Linn Karter, Kat Dior et Katy Kiss
- 2017 : After Hours avec Karlie Montana
- 2017 : Belladonna: Fetish Fanatic 21 avec Adriana Chechik
- 2017 : Belladonna: Fetish Fanatic 22 avec Jada Stevens (scène 1) ; Gabriella Paltrova (sc2) ; Serena Blair (sc3) ; Riley Nixon (sc4)
- 2017 : Lesbian Spank Inferno avec Jessica Ryan
- 2017 : Summer Sluts avec Veruca James
- 2017 : Tasty Treats 2 avec Serena Blair
- 2018 : I Kissed A Girl and I Liked It 9 avec Jane Wilde
- 2018 : My Creepy Boss avec Alix Lynx